# Great Britain (schip, 1845)

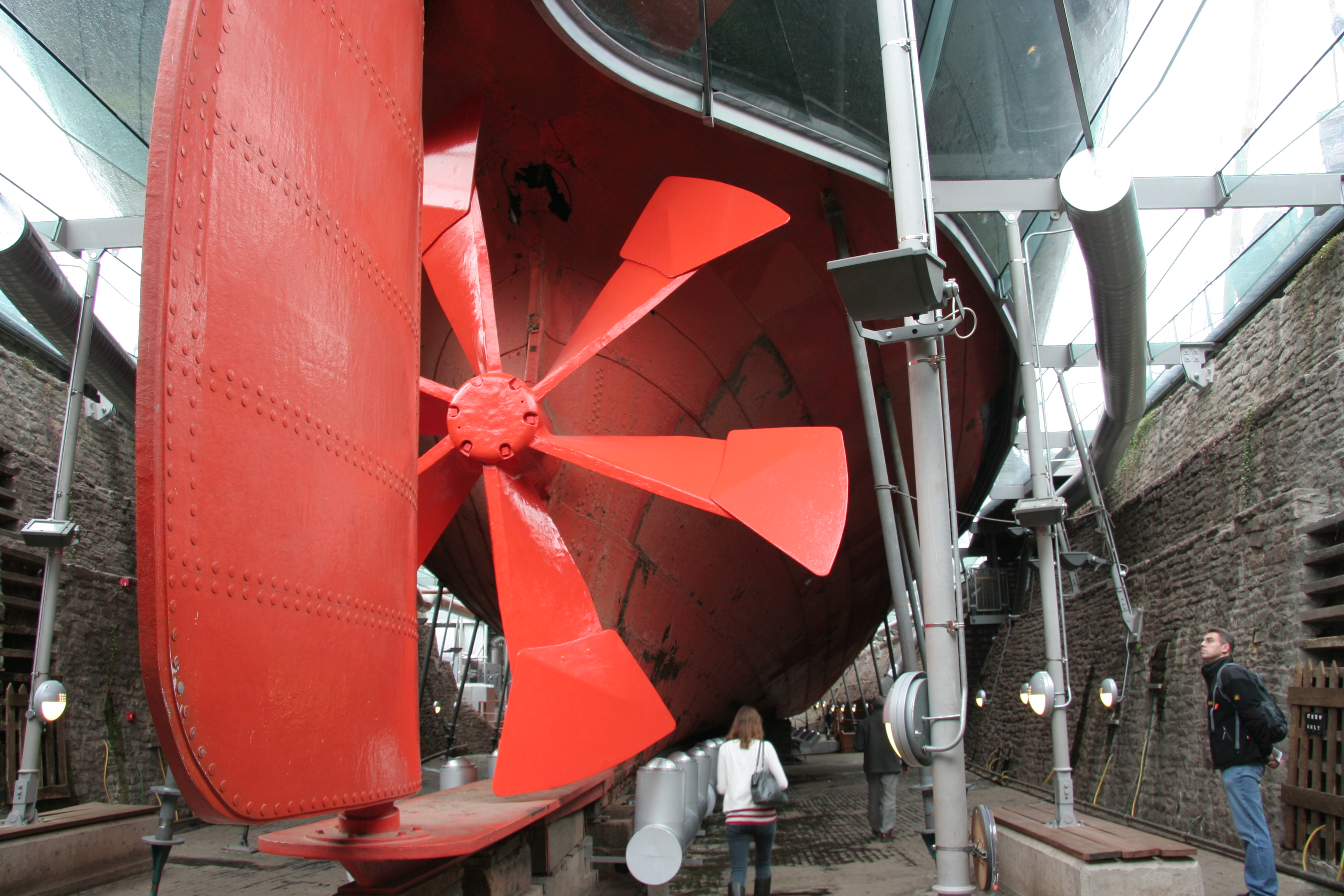
Roer en schroef van de SS Great Britain

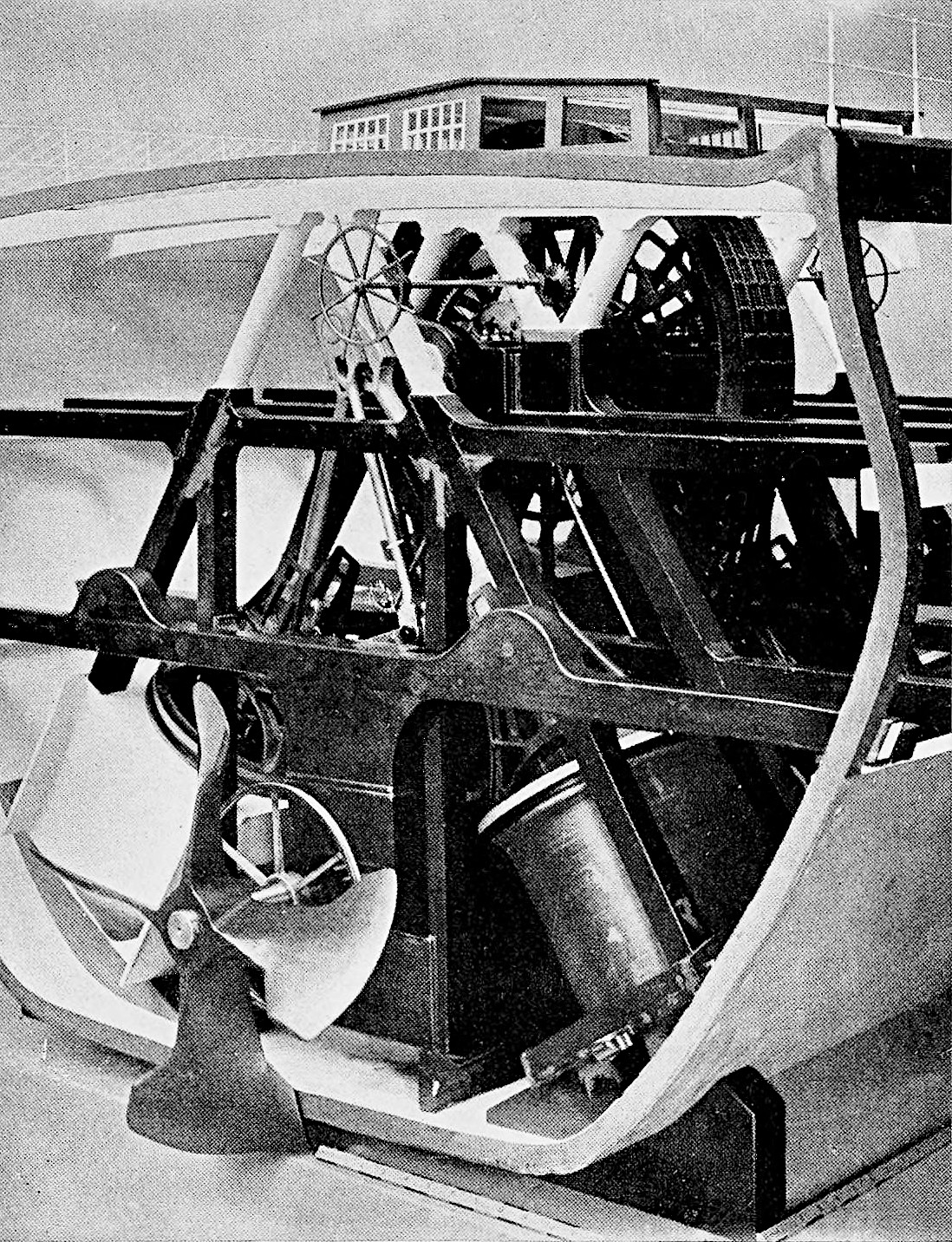
Model van de motoren van de SS Great Britain

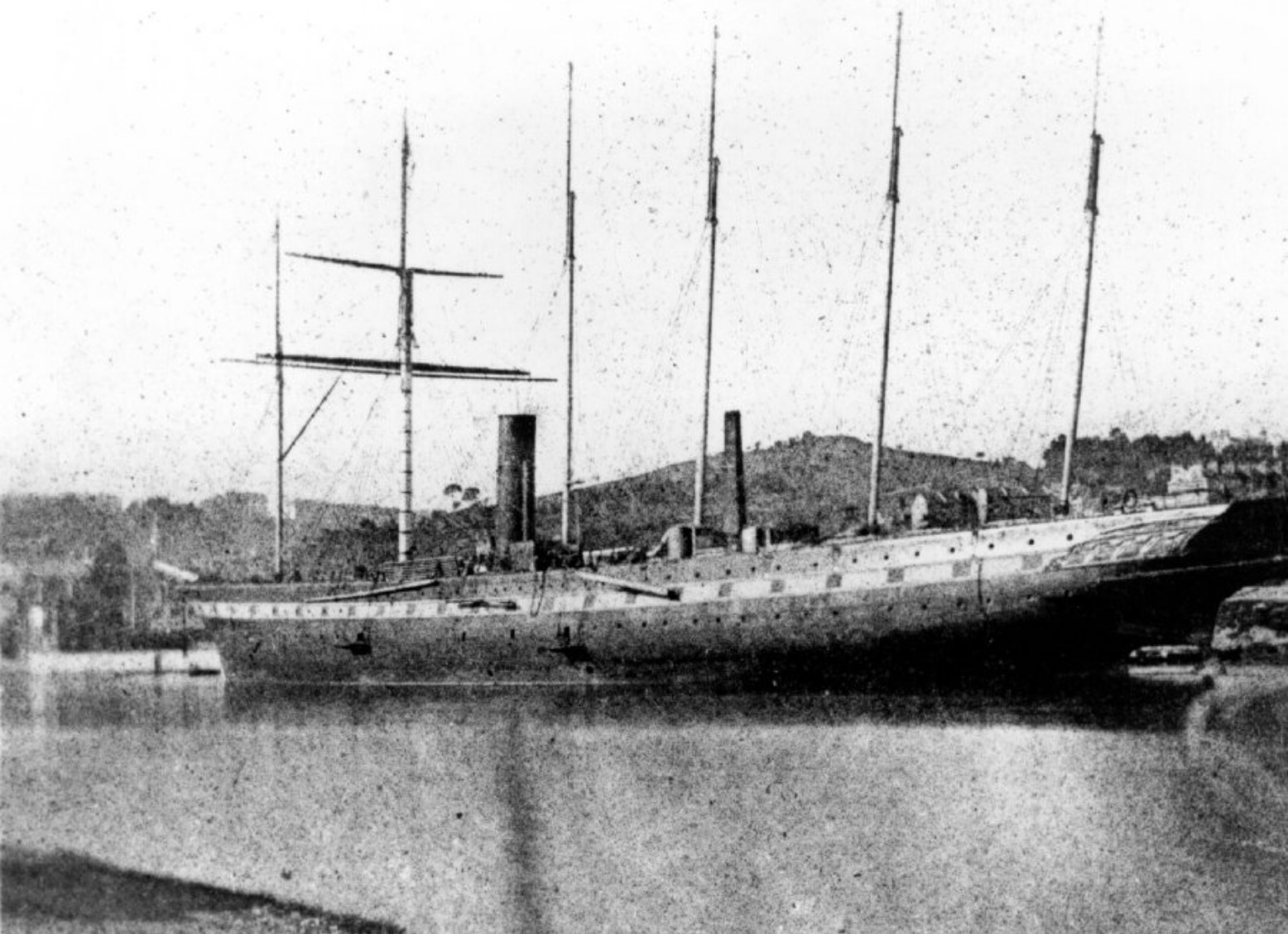
SS Great Britain in 1844

De Great Britain was het eerste schip met een volledig metalen romp en een schroef voor de aandrijving. Bij de tewaterlating in 1843 was ze het grootste schip ter wereld, met ruimte voor 382 opvarenden.

## Voorgeschiedenis
De Great Britain was een ontwerp van Isambard Kingdom Brunel, Thomas Guppy, Christopher Claxton en William Patterson, uitgevoerd voor de Great Western Steamship Company. Haar ontwerp en bouw was geïnspireerd op het succes van een eerder schip van Brunel, de Great Western.
Toen de Great Western in de vaart kwam, was het een zeer futuristisch schip. Maar Brunel en consorten vonden dat niet genoeg. Zij wilden dat de mensen genoten van een schip dat modern én mooi was. De Great Western Steamship Company moest ook zo'n schip hebben, om nog meer post te vervoeren. De voorgestelde naam van dit nieuwe schip was Mammoth. Het schip zou een ijzeren romp hebben, de eerste in de geschiedenis, en een schepradaandrijving, maar door een toeval zou dat veranderen.
In mei 1840 legde een experimenteel schip aan in de haven van Bristol, de Archimedes. Dit schip, genoemd naar de Griek Archimedes van Syracuse die met een schroef water had verplaatst, was uitgerust met een nieuwe uitvinding, de scheepsschroef. Brunel charterde het schip om er een paar pleziervaarten mee te maken en hij was verbaasd over de voordelen tegenover het scheprad. Het was ook rond die tijd, dat men besloot om het schip Great Britain te noemen.
Om aan de ontwerpeisen te kunnen voldoen, moest vrijwel alles voor de constructie van het schip speciaal gebouwd of aangelegd worden. Ook moesten de sluizen in Bristol worden aangepast voor een schip van dat formaat.

## Dienstjaren
Op 26 juli 1845 was de Great Britain klaar om haar maidentrip te maken. Het was een schip vol pracht en praal geworden. In de kajuiten was plaats voor niet minder dan 382 passagiers. De inrichting werd wereldwijd opgemerkt door de nieuwe richting die men in was geslagen: de inrichters hadden veel met spiegels gewerkt om een omgeving van grootsheid te creëren. De eetzaal was het meest indrukwekkend, door haar overvloedige versiering met ornamenten en details. Toen het schip 15 dagen later, op 10 augustus 1845 in New York aankwam, was 't het eerste ijzeren schip dat op stoom de Atlantische Oceaan was overgestoken.
Het lot was haar helaas niet gunstig gezind: op 22 september 1846 strandde ze voor de rotsachtige kust van Dundrum Bay bij Dundrum in Ierland. Er werd sterk aan getwijfeld of ze weer vlot te trekken was en uiteindelijk duurde het ook bijna een jaar voor het zover was. Brunel zelf adviseerde om de scheepsingenieur James Bremner uit Wick voor de klus in de arm te nemen; hij beschreef deze man als de enige persoon die een kans had het schip te redden. Bremner werd aangetrokken en op 27 augustus 1847 kwam het schip uiteindelijk weer in beweging. Ondertussen was de Great Western Steamship Company echter failliet gegaan, waardoor het schip voor 18.000 pond verkocht werd aan Gibbs, Bright & Co. Die zette het in op de Australië-route.
In 1855 werd Great Britain, zoals zovele schepen, opgeëist door de Britse regering om dienst te doen als troepentransportschip in de Krimoorlog en de Indiase opstand van 1857. Na twee jaar overheidsdienst keerde het schip terug naar zijn eigenaars, waar het nog 20 jaar dienst zou doen. Op een van haar Australië-trips legde ze aan op een onbewoond eiland, St Maarten, en nam het officieel in bezit voor het Verenigd Koninkrijk.
In 1882 werd het schip verkocht aan Anthony Gibbs, Sons & Co., waar het werd ingezet als driemast windjammer. De motoren werden verwijderd en het schip veranderde zichtbaar. Ze vervoerde steenkool uit Wales naar San Francisco. Op haar derde reis kreeg ze problemen bij Kaap Hoorn en liep voor de veiligheid de haven binnen van Stanley op de Falklandeilanden. De kosten voor de reparatie waren te hoog in 1886 werd het verkocht aan de Falkland Trading Company. Voor de Great Britain brak de meest onterende tijd aan, want het schip werd nu gebruikt als drijvende opslagplaats voor steenkool. Na 51 jaar voor dit doel gebruikt te zijn, werd het schip op 12 april 1937 naar Sparrow Cove, iets ten noorden van Stanley, gesleept om weg te rotten. Daartoe werd ze tot zinken gebracht.

## Museumschip
Ondanks het afzinken was dit toch niet het einde van Great Britain. Tegen het eind van de jaren 60 kwam het schip weer in de belangstelling vanwege haar historische belang. Op 12 april 1970 werd het schip gelicht en op een ponton gezet voor verscheping naar het 8000 zeemijl verre Bristol. Daar vierde ze een heuse thuiskomst, want ze werd gerestaureerd in hetzelfde droogdok waar ze 127 jaar eerder was gebouwd. Deze hele operatie werd bekostigd met een enorme donatie van Sir Jack Hayward.
Het eigenlijke plan in 1970 was om haar in originele staat te herstellen - à la 1843. Sindsdien zijn de inzichten van het project echter gewijzigd en de bedoeling is nu om al het overgebleven scheepsmateriaal van voor 1970 te bewaren.
In 2005 bleek dat de scheepsromp, die toch 40 jaar onder water had gelegen, last had van corrosie in de vochtige omgeving van Bristol. Om dit tegen te gaan, besloot men om ter hoogte van de waterlijn het hele droogdok met glasplaten te bekleden en een industriële vochtvreter te installeren om de ruimte onder het schip voldoende droog te houden om het resterende materiaal van de romp intact te laten.

## Naslagwerk
- (en)  Corlett, Ewan The Iron Ship - the history and significance of Brunel's Great Brittain, Moonraker Press, (1975)